# Faux frères, vrais jumeaux
Pour plus de détails, voir Fiche technique et Distribution.
Faux frères, vrais jumeaux (Steal Big Steal Little) est un film américain réalisé par Andrew Davis et sorti en 1995.

## Synopsis
Un homme sans scrupules tente de s'approprier un domaine que son frère jumeau a reçu en héritage.

## Fiche technique
Sauf indication contraire, les informations mentionnées dans cette section peuvent être confirmées par la base de données cinématographiques IMDb,  présente dans la section « Liens externes ».
- Titre français : Faux frères, vrais jumeaux
- Titre original : Steal Big Steal Little
- Réalisation : Andrew Davis
- Scénario : Andrew Davis, Lee Blessing, Jeanne Blake et Terry Kahn, d'après une histoire d'Andrew Davis, Teresa Tucker-Davies et Frank Ray Perilli
- Musique : William Olvis
- Pays de production :  États-Unis
- Sociétés de production : Chicago Pacific Entertainment
- Genre : comédie
- Durée : 135 minutes
- Dates de sortie[1] :
  - Canada : 9 septembre 1995 (festival de Toronto)
  - États-Unis : 29 septembre 1995
  - France : 14 août 1996

## Distribution
- Andy García : Ruben Martinez / Robby Martin
- Alan Arkin : Lou Perilli
- Rachel Ticotin : Laura
- Joe Pantoliano : Eddie Agopian
- Holland Taylor : Mona
- Ally Walker : Bonnie Martin
- Richard Bradford : Nick Zangaro
- David Ogden Stiers : le juge Myers
- Charles Rocket : le shérif Otis
- Kevin McCarthy : Reed Tyler
- Candice Daly : Melissa

## Production
Le tournage a lieu à Santa Barbara en Californie.